# Kyaw Zwar Minn

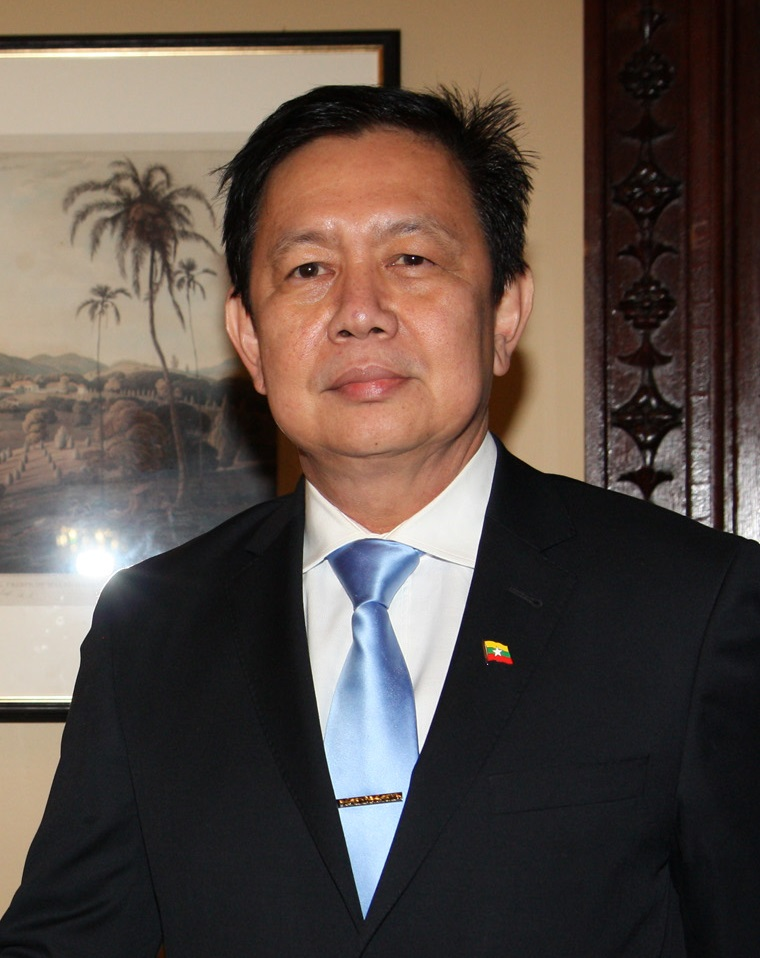
Kyaw Zwar Minn (2013)

U Kyaw Zwar Minn (* 2. Juni 1958) ist ein myanmarischer Diplomat. Seit Oktober 2013 amtiert er als „außerordentlicher und bevollmächtigter Botschafter der Republik der Union Myanmar im Vereinigten Königreich“.

## Leben
2009 arbeitete der Myanmare in New York City als Stellvertreter des Ständigen Vertreters seines Landes bei den Vereinten Nationen (UN). Im Juni 2011 wurde Kyaw Zwar Minn zum außerordentlichen und bevollmächtigten Botschafter Myanmars in Frankreich ernannt. Zweitakkreditierungen bestanden außerdem für Andorra, Spanien und die Schweiz. Im September 2011 erfolgte die Ernennung zum Ständigen Vertreter Myanmars bei der UNESCO. Seit Oktober 2013 ist Kyaw Zwar Minn als myanmarischer Botschafter im Vereinigten Königreich mit Amtssitz in London akkreditiert. Am 5. März 2014 überreichte er die Letter of Credence an Königin Elisabeth II.; Zweitakkreditierungen bestehen seit 2014 für Irland und Schweden sowie seit 2015 für Dänemark. Vom Militärputsch in Myanmar Anfang Februar 2021 hatte sich der Botschafter ausdrücklich distanziert, am 8. April 2021 wurde Kyaw Zwar Minn deshalb durch einen Militärattaché der Zutritt zum Londoner Botschaftsgebäude verwehrt. Die Botschaftsleitung soll sein Stellvertreter Chit Win übernommen haben. Dieses Vorgehen löste heftige internationale Kritik aus.
Der Botschafter im Vereinigten Königreich fungiert gleichzeitig als Schirmherr der Britain-Burma Society.